# Restaurant Domestic
Restaurant Domestic er en dansk restaurant, der ligger i Mejlgade i Aarhus. Domestic åbnede i oktober 2015 og har siden februar 2017 haft én stjerne i Michelinguiden.

## Historie
Kvartetten Ditte Susgaard, Christian Neve, Morten Frølich Rasted og Christoffer Norton åbnede 20. oktober 2015 Restaurant Domestic, hvor Christoffer Norton og Morten Frølich Rastad blev køkkenchefer, mens Christian Neve og Ditte Susgaard blev restaurantchefer. De fire havde samlet 32 års erfaring i branchen.
Den 22. februar 2017 blev Restaurant Domestic for første gang tildelt én stjerne i Michelinguiden. Det har restauranten siden fået hvert år.